# Val Marcia
Val Marcia, im lokalen Dialekt auch Val Marza, ist das Tal des Flüsschens Duina in den westlichen Gardaseebergen (Italien).

## Allgemeines
Das Tal beginnt auf einer Höhe von 760 m s.l.m. am Flecken Balbido, Ortschaft Bleggio Superiore, am oberen Judikariental, Provinz Trentino, Italien, von wo aus eine Fahrstraße (größtenteils geschottert) in das Tal hinein führt.
Nach rund 2 km erreicht man auf dieser die Kapelle S. Trinità (943 m); nach weiteren flachen 2 km folgt auf 910 m s.l.m. der Platz Livez, wo die öffentliche und befahrbare Straße endet (Wegweiser; ca. 1 eine Stunde; in vielen älteren Karten ist dieser Ort nicht mit Namen verzeichnet). Der Weg in Richtung Dosso della Torta führt auf einem Karrenweg zunächst durch Wald zur Abzweigung (links) des Weges ins Seitental Val Toablino an einem Schuppen, dann zunehmend steil und nach Überquerung des Duina-Baches recht beschwerlich in Serpentinen auf der (orographisch) rechten Talseite nahe dem Bach bergauf, schließlich ab einer ebenen Stelle über einen schmalen Pfad zur
Malga Dablino (auch: Malga d'Ablino, Malga Ablino; 1541 m s.l.m.; kein Wasser! Gehzeit ca. 3 Stunden ab Balbido). Von hier aus leiten Wegweiser
auf den markierten AV-Weg zum Dosso della Torta; ein weiterer markierter, aber nicht durch Wegweiser angezeigter Weg führt von vor der Malga zunächst genau südlich, später als zum Almauf-/-abtrieb ausgebauter Weg durch Latschenkiefern in Kehren schließlich
in genau südöstlicher Richtung (eine Linksabzweigung bei ca. 1700 m s.l.m. wird passiert) zwischen schroffen
Felstürmen hindurch bis zum Pass (1900 m s.l.m.) zum benachbarten Valle dell'Inferno, der nach ca. 4½ Stunden (ab Balbido) erreicht werden kann.

## Übergang zum Dolomiten-Höhenweg Nr. 10/Dosso della Torta
Von genanntem Pass aus auf gelegentlich markiertem, zu Beginn aber nur wenig ausgetretenem Pfad durch den recht flachen Talschluss in die exakt südlich liegende Scharte an einem Ausläufer des SO-Grates des Dosso della Torta, diesen bei ca. 2000 m am steilen Grashang umrunden und dem Weg weiter in östlicher Richtung folgen, bis bei 2100 m nach ungefähr einer Stunde ab dem Pass der ausreichend markierte Hauptweg erreicht wird; Wegweiser. Von hier in 25 Minuten auf den Dosso della Torta oder weiter dem Dolomiten-Höhenweg Nr. 10 folgen (in 3 Stunden bis zum Rifugio Pernici).
Durch diese Variante kann der anspruchsvolle Teil des Weges zwischen Zuclo/Malghe Stabio und der Gaverdina umgangen
werden. Sie bietet sich auch an, falls die notwendige Übernachtung auf der Malga Stabio (oberhalb Zuclo) nicht möglich ist. Im
Aufstieg werden zwischen Balbido und Rifugio Pernici ca. 1700 m, im Abstieg ca. 800 m zurückgelegt. Wasser ist auf dem Weg nicht zuverlässig erhältlich.

## Weitere Übergänge
- Zur Malga Nardis (Valle dell'Inferno, Richtung Ballino) gelangt man ab Balbido in ungefähr 5 Stunden.

## Kartenmaterial und Führer
- Istituto Geografico Militare (IGMI): Carta d'Italia 1:50000, Foglio No. 059 -- Tione di Trento, Edizione 1, 1982
- Istituto Geografico Militare (IGMI): Carta d'Italia 1:50000, Foglio No. 080 -- Riva del Garda, Edizione 1, 1981
- Istituto Geografico Militare (IGMI): Carta d'Italia 1:25000, Foglio No. 20 II SO -- Tione/Zuclo, 1931
- Istituto Geografico Militare (IGMI): Carta d'Italia 1:25000, Foglio No. 35 I NO -- Pranzo, Edizione 5, 1972
- Carta Tecnica della prov. Autonoma di Trento, 1:10000, edizione 1998 (als download erhältlich)